# Sphoeroides kendalli
Sphoeroides kendalli es una especie de peces de la familia Tetraodontidae en el orden de los Tetraodontiformes.

## Morfología
Los machos pueden llegar alcanzar los 18 cm de longitud total.

## Hábitat
Es un pez de mar de clima tropical y demersal.

## Distribución geográfica
Se encuentra en el Pacífico oriental central: desde Costa Rica hasta Talar (Perú ).

## Observaciones
Es inofensivo para los humanos.